# Se sentir bien avec JoJo
Jojo Circus
Se sentir bien avec JoJo (Feeling Good with JoJo) est une série télévisée d'animation canadienne-américaine en vingt épisodes de 24 minutes produits par Cartoon Pizza et Cuppa Coffee Studios et diffusée entre le 24 février 2006 et le 16 mai 2008 dans le bloc de programmation Playhouse Disney sur Disney Channel.
En France, cette série est diffusée sur Playhouse Disney.

## Synopsis
La série était sur Jojo Tickle et son lion de compagnie Goliath. Dans chaque épisode JoJo et Goliath sont partis à l'aventure autour du cirque.

## Liste des épisodes
| Saison | Saison | Épisode | États-Unis        | États-Unis       |
| Saison | Saison | Épisode | Début de saison   | Fin de saison    |
| ------ | ------ | ------- | ----------------- | ---------------- |
|        | 1      | 7       | 24 février 2006   | 7 septembre 2007 |
|        | 2      | 7       | 14 septembre 2007 | 16 mai 2008      |